# 星野亜里沙
星野亜里沙（ほしの ありさ、3月8日 - ）は、日本のアイドル、グラビアアイドル。アイドルユニット「99％LOVER」メンバー。

## 来歴
2010年10月1日に星野美兎名義でSplash!に加入、2015年1月に星野亜里沙へ改名。
ミスアクション2014にてファイナリスト、2016年4月からグラビア活動を開始。

## 作品
Splash!としての出演については「Splash!」を参照

### DVD
- セルフ（2016年4月29日、グラッソ)
- ご奉仕CHU♡（2016年10月7日、グラッソ)
- すたーらいと（2018年7月27日、スパイスビジュアル)
- 濡尻 ～もしもファンが彼氏だったら…～（2018年12月21日、グラッソ)